# Писаренко, Андрей Ефремович
Андрей Ефремович Писаренко (1908—1966) — лейтенант Рабоче-крестьянской Красной Армии, участник Великой Отечественной войны, Герой Советского Союза (1943).

## Биография
Андрей Писаренко родился 3 июня 1908 года в Санкт-Петербурге в семье рабочего трамвайного парка, но вскоре семья переехала на Полотчину, родину матери. Здесь он закончил школу, работал на лесоразработках, с 1924 г. в должности техника-прораба на дорожном строительстве в г. Полоцке.
В 1927г. призван в Рабоче-Крестьянскую Красную Армию. Службу проходил в должности курсанта 97-го отдельного батальона, затем в полковой школе.
С 1928 года проходил службу в войсках НКВД СССР. В 1935 году уволен в запас. В 1939 году Писаренко вновь был призван на службу в Рабоче-крестьянскую Красную Армию. В том же году он окончил курсы усовершенствования командного состава, направлен в 17-ю Горьковскую стрелковую дивизию на должность командира пулеметной роты 278-го стрелкового полка.  Участвовал в боях советско-финской войны. С начала Великой Отечественной войны — на её фронтах.
22 июня 1941г. в городе Лунинец его и застало начало Великой Отечественной войны. После отступления Красной Армии с территории Беларуси Писаренко А.Е. служил в ВВС Московского военного округа. Затем направляется на Брянский фронт, где проходил службу в должностях командира взвода, командира агитационного отряда и заместителя командира стрелковой роты.
В годы Великой Отечественной войны воевал на Западном, Брянском и Центральном фронтах. С 24 апреля 1943г. он – командир 6-й стрелковой роты 1035-го стрелкового полка 280-й стрелковой дивизии 77-го стрелкового корпуса 60-й армии Центрального фронта .
В ходе Чернигово-Припятской фронтовой наступательной операции Центрального фронта в боях за города Конотоп и Бахмач 7-8-го сентября 1943г. стрелковая рота лейтенанта Писаренко А. Е. захватила господствующую высоту в районе совхоза Покровский Конотопского района Сумской области. Командир роты действовал смело и решительно, отбив 11 контратак немцев. В бою за хутор Степь Бахмачевского района Черниговской области лейтенант Писаренко А.Е. личным примером увлекал за собой солдат, его рота первой ворвалась в хутор. За время боев с 7 по 10 сентября 1943 г. рота лейтенанта Писаренко А.Е. уничтожила более 150-ти солдат и офицеров противника.
Приказом №077/н от 22.10.1943г. командующий войсками 60-й армии за образцовое выполнение боевых задач командования фронта, за проявленную доблесть и мужество наградил лейтенанта Писаренко А.Е. орденом Александра Невского.
Бой 28 сентября 1943г. стал последним боем лейтенанта Писаренко А.Е. В этом бою за Днепр в районе с. Ротичи (Чернобыльский район Киевской области Украинской ССР) он совершил подвиг.
Немецкое командование стремилось любой ценой остановить наступление советских войск и сохранить за собой важнейшие экономические районы. Гитлер настаивал, чтобы немецкие солдаты прочно удерживали занимаемые позиции. Он надеялся выиграть время за счет строительства многочисленных укреплений для сдерживания советских войск, при этом особое значение придавалось Днепру.
На подступах к населенному пункту Ротичи, противник сосредоточил пехоту, артиллерию, два танка и самоходное орудие. Будучи ранен, герой организовал отражение контратаки пехоты и танков противника, обеспечив продвижение вперёд своего батальона. В бою был вторично ранен, потерял зрение и руку, но продолжал руководить боем. Стойкость и мужество командира роты решили исход боя, немцы не выдержали и побежали. Танки, оставшись без поддержки пехоты, повернули обратно. Контратака противника была отбита, батальон получил возможность продвинуться вперед для выполнения поставленной задачи.
За этот подвиг лейтенант Писаренко А.Е. был представлен к присвоению звания Героя Советского Союза.
Указом Президиума Верховного Совета СССР от 17 октября 1943г. Писаренко А.Е. был удостоен высшей степени отличия – звания Героя Советского Союза с вручением с вручением ордена Ленина и медали «Золотая Звезда».
С октября 1943 года лейтенант Писаренко А.Е. находился в отставке по инвалидности. Жил во Владимире, куда была эвакуирована его семья. Известно, что жила семья Героя Советского Союза – жена Полина Петровна и четыре малолетние дочери - на улице III Интернационала, 81.
18 сентября 1944 г. стал первым председателем вновь созданной Владимирской областной организации Всесоюзного общества слепых и работал в этой должности по 30 ноября 1945 г. В декабре 1945г. во Владимирском горвоенкомате ему была вручена медаль «За победу над Германией в Великой Отечественной войне 1941 – 1945 гг.».
В дальнейшем после войны переехал и проживал г. Полоцке Белорусской ССР по адресу ул. Зыгина, д.45б. Родилась еще одна дочь. Умер 24.02.1966 г., похоронен на Красном кладбище г. Полоцка. 